# Lenguas de Bahamas

El idioma oficial de Bahamas es el inglés. Mucha gente habla una lengua criolla basada en el inglés llamada "dialecto de las Bahamas" (conocido simplemente como "dialecto") o "bahamianés". Laurente Gibbs, escritor y actor bahameño, fue el primero en acuñar este último nombre en un poema y desde entonces ha promovido su uso. Ambos se usan como autoglotónimos. El criollo haitiano, una lengua criolla de base francesa, es hablado por los haitianos y sus descendientes, que constituyen aproximadamente el 25 % de la población total. Se lo conoce simplemente como criole para diferenciar los idiomas. También hay que tener en cuenta que las Bahamas estuvieron bajo dominio británico y, por lo tanto, el inglés que se enseña en las escuelas de las Bahamas sigue siendo "inglés británico".
En las escuelas públicas de las Bahamas la oferta de estudio de idiomas se
reduce al español y el francés, pero en algunas de las escuelas privadas y en las internacionales, la oferta se amplía al alemán, el italiano y el criollo haitiano. En los institutos de bachillerato, la situación es similar, aunque en algunos de los públicos, se ofrece el criollo haitiano, dado el creciente número de inmigrantes que llegan a las Bahamas.
La enseñanza del español es parte integrante de los planes de estudio de la educación primaria y secundaria, tanto en centros públicos como privados. El 78 % de los estudiantes que se examinan para obtener el Bahamas General Certificate of Secondary Education (BGCSE) eligen español dentro del apartado de Lenguas Extranjeras. El 22 % restante elige el francés